# Draba matthioloides
Draba matthioloides là một loài thực vật có hoa trong họ Cải. Loài này được Gilg ex O.E.Schulz mô tả khoa học đầu tiên năm 1927.